# 라자가시쥐
라자가시쥐 또는 갈색가시쥐(Maxomys rajah)는 쥐과에 속하는 설치류의 일종이다. 타이와 말레이시아, 수마트라섬, 보르네오섬 그리고 인근 섬에서 발견된다. 동남아시아가시쥐류는 동남아시아 열대 우림에서 가장 흔한 설치류로 알려져 있으며, 말레이 군도의 대부분의 지역부터 술라웨시섬과 팔라완, 보르네오섬까지 분포한다. 일차림 그리고 벌목된 숲에서 발견된다. 일차림과 이차림에서 서식하며, 모래 땅과 저지대를 좋아한다. 육상성 동물 종으로 땅에서 주로 활동하지만, 숲 상부 덮개에 자주 오른다. 다른 설치류와 다른 곳에서 살아가는 경향이 있다.
라자가시쥐는 중간 크기의 설치류로 상체는 갈색이고, 수많은 뻣뻣한 회색과 갈색 가시 털과 함께 등 중심선을 따라 좀더 진한 색을 띤다. 하체는 많은 짧고 흰 가시털과 흰색을 띠고, 성체의 몸 중간을 따라 진한 갈색 줄무늬가 나 있지만, 목은 오렌지색 반점을 갖고 있다. 하체의 흰색 털은 발까지 좁은 선을 이루며 아래로 이어진다. 꼬리 윗면은 갈색이고 아랫면은 연한 색을 띠고 털이 가늘다.